# Robert Pinsky

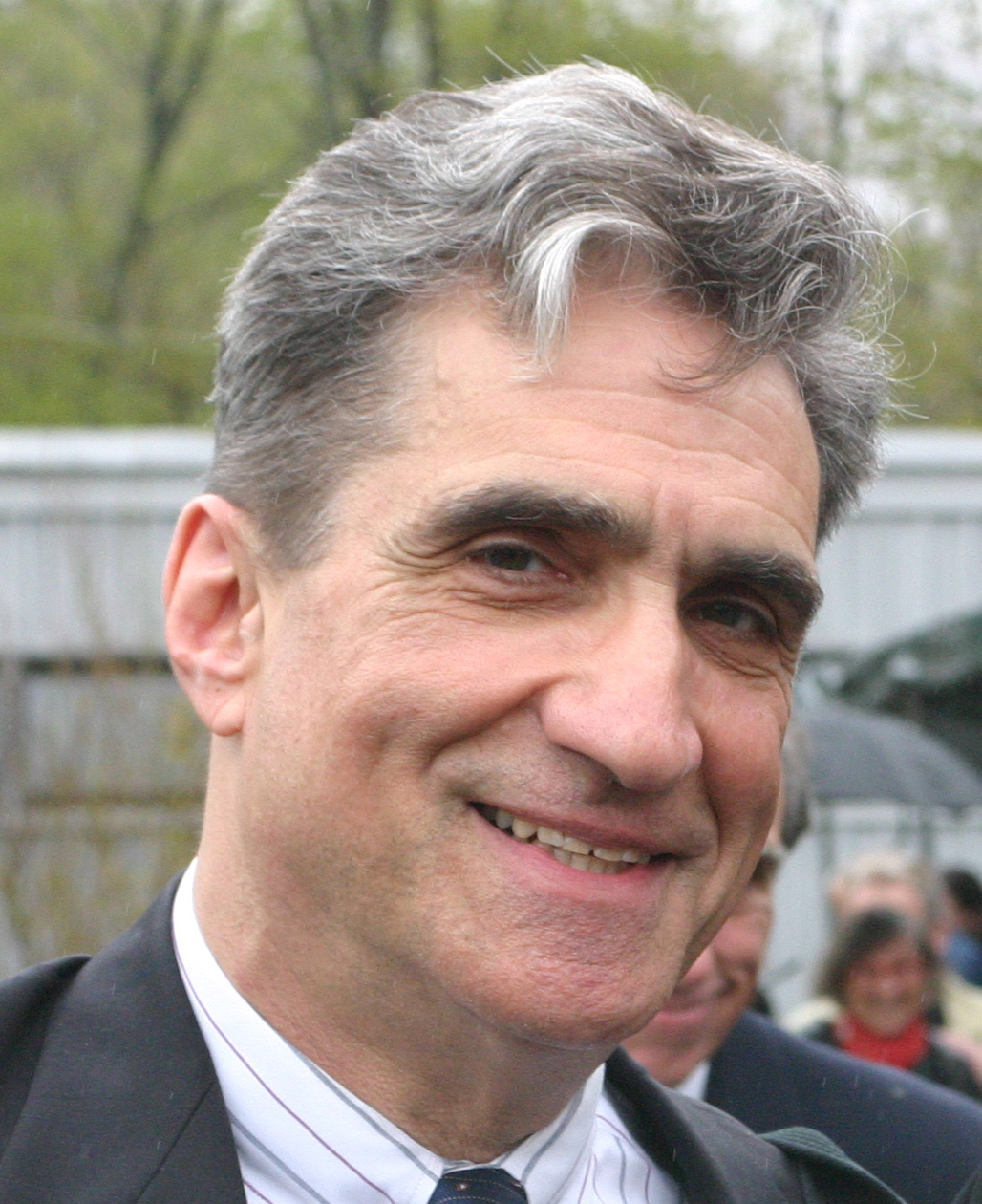
Robert Pinsky (2005)

Robert Neal Pinsky (* 20. Oktober 1940 in Long Branch, New Jersey) ist ein US-amerikanischer Schriftsteller, Dichter, Literaturwissenschaftler und Literaturkritiker, der zwischen 1997 und 2000 US Poet Laureate und damit poetischer Berater der Library of Congress war.

## Leben
Nach dem Besuch der High School in seiner Geburtsstadt Long Branch studierte er zunächst an der Rutgers University und erwarb dort 1962 einen Bachelor of Arts (B.A.). Ein anschließendes postgraduales Studium an der Stanford University schloss er mit einem Master of Arts ab und erhielt dort 1966 schließlich auch einen Philosophiae Doctor (Ph.D.), wobei zu seinen prägenden Professoren während des Studiums insbesondere Yvor Winters gehörte.
Nach dem literaturkritischen Buch Landor’s Poetry (1968) verfasste Pinsky, der auch Redakteur für Gedichte der Zeitschrift The New Republic war, selbst drei Gedichtbände, die unter den Titeln Sadness and Happiness (1975), The Situation of Poetry (1976) und An Explanation of America (1979) erschienen.
1980 erhielt er ein Guggenheim-Stipendium und setzte danach seine schriftstellerische Tätigkeit weiter fort mit dem Gedichtband History of My Heart (1984). Nach dem literaturkritischen Werk Poetry and the World (1988) veröffentlichte er mit The Want Bone (1990) und The Figured Wheel: New and Collected Poems 1966-1996 (1996) zwei weitere Gedichtbände. Darüber hinaus erhielt er für den Gedichtband The Inferno of Dante 1995 den Los Angeles Times Book Prize für Lyrik.
1997 wurde Pinsky, der auch Mitglied der Poetry Society of America ist, US Poet Laureate und war damit bis 2000 Berater der Library of Congress in poetischen Fragen. Nach Beendigung dieser Tätigkeit veröffentlichte er mit Jersey Rain (2000) einen weiteren Gedichtband. 2001 beteiligte er sich als Autor an der von Jonathan Safran Foer herausgegebenen Sammelschrift A Convergence Of Birds: Original Fiction and Poetry Inspired by the Work of Joseph Cornell zu Ehren des 1972 verstorbenen New Yorker Künstlers Joseph Cornell.
In seinen literaturkritischen Aufsätzen setzte er sich unter anderem mit dem Buch Das Jahr magischen Denkens von Joan Didion auseinander.
Für die Computerspielfirma Synapse Software schrieb Pinsky 1984 das Textadventure Mindwheel. Über diese Erfahrung mit dem Interactive-Fiction-Genre berichtete er 2010 in dem Dokumentarfilm Get Lamp.

## Auszeichnungen
- 1993 Wahl zum Mitglied der American Academy of Arts and Sciences
- 1996 Nominiert für den Pulitzer-Preis in der Kategorie Dichtung
- 1997 Lenore Marshall Poetry Prize für The Figured Wheel: New and Collected Poems 1966-1996[2]
- 1999 Wahl zum Mitglied der American Academy of Arts and Letters